# Lý Nhật Quang
Lý Nhật Quang (chữ Hán: 李日㫕) (995-1057) là một hoàng tử và quan nhà Lý trong lịch sử Việt Nam. Ông được nhân dân vùng Nghệ Tĩnh tôn làm bậc Thánh và lập đền thờ phụng tại nhiều nơi.

## Thân thế
Lý Nhật Quang (李日㫕), húy là Lý Hoảng (李晃), là con trai thứ 8 của vua Lý Thái Tổ, mẹ là Linh Hiển Hoàng hậu (theo các nhà nghiên cứu là con của Lê Đại Hành và Hoàng hậu Dương Vân Nga), hiệu là Bát lang Hoàng tử. Như vậy, ông là anh em cùng mẹ với vua Lý Thái Tông.

## Sự nghiệp
Lý Nhật Quang nổi tiếng thông minh, 8 tuổi biết làm thơ, 10 tuổi tìm hiểu kinh sử. Ông được vua cha và hoàng tộc chăm lo dạy dỗ để sớm thành rường cột nước nhà.
Năm 1028, vua Lý Thái Tổ băng hà, anh cùng mẹ của Nhật Quang là Lý Phật Mã lên nối ngôi, tức là Lý Thái Tông.
Năm Càn Phù Hữu Đạo thứ nhất (1039), Uy Minh Hầu Lý Hoảng được Lý Thái Tông cử vào châu Nghệ An lo việc thu thuế. Tại đây, Lý Nhật Quang làm việc cần mẫn, thu đủ số thuế được giao và không như các vị tiền nhiệm hà lạm thuế của dân nên được tiếng là thanh liêm, chính trực.
Năm 1041, xét thấy Lý Nhật Quang là người tin cẩn, Lý Thái Tông phong ông làm Tri châu Nghệ An - tước hiệu là Uy Minh hầu. Lúc này, Nghệ An là một vùng biên ải phía Nam của nước Đại Việt, việc quản lý còn lỏng lẻo. Nhiều cuộc nổi dậy ở địa phương có tính chất phản loạn, gây sự phiền nhiễu cho nhân dân, triều đình phải nhiều phen dẹp loạn. Nhưng sau khi Lý Nhật Quang được cử làm Tri châu, tình hình xã hội ở Nghệ An dần dần ổn định, kỷ cương phép nước được lập lại. Ông đã cho làm sổ sách thống kê hộ khẩu, nhân đinh. Theo sử gia Phan Huy Chú: "Đời Lý, việc kiểm soát hộ tịch rất là nghiêm ngặt. Dân đinh nào đến 18 tuổi thì biên vào sổ bìa vàng, gọi là Hoàng nam, đến 20 tuổi gọi là Đại Hoàng nam". Những biện pháp quản lý xã hội của Lý Nhật Quang cùng với sự độ lượng và tư tưởng thân dân của ông dần dần đã cảm hoá và quy phục được tất cả mọi tầng lớp nhân dân, làm cho vùng đất vốn phức tạp đã trở nên thuần hậu và thống nhất.
Khi ấy Lý Thái Tông đã có ý định đánh chiếm Chiêm Thành, vua giao Lý Nhật Quang chuẩn bị làm một hoành doanh dọc sông Bà Hòa (nay thuộc thị xã Nghi Sơn, tỉnh Thanh Hóa) gọi là trại Bà Hòa. Năm 1044, Lý Thái Tông cất quân đánh Chiêm Thành, nhờ có trại Bà Hòa kiên cố và đầy đủ lương thực, quân sĩ yên tâm chiến đấu. Trong trận chiến lớn bên sông Ngũ Bồ, tướng Quách Gia Di chém đầu vua Chiêm là Sạ Đẩu. Khi vua Lý Thái Tông khải hoàn đến trại Bà Hòa, Lý Nhật Quang nghênh đón nhà vua và quân sĩ trọng thể, Lý Nhật Quang được vua phong từ tước Hầu lên tước Vương.
Lý Nhật Quang hết sức coi trọng việc phát triển kinh tế, khuyến khích, hướng dẫn nhân dân mở mang nghề nghiệp, khai thác mọi tiềm năng của vùng đất xứ Nghệ. Cùng với việc chiêu dân, khai hoang, lập ấp, ông còn dạy cho dân chúng nghề nông tang, dệt lụa, dệt vải... Ông trở thành tổ sư của nhiều ngành nghề thủ công nghiệp ở Nghệ An. Với cái nhìn có tính chiến lược, dưới con mắt của một danh tướng tinh thông binh pháp, uyên thâm Phật pháp, Lý Nhật Quang đã chọn vùng Bạch Đường (nay gồm 3 xã: Ngọc Sơn, Lam Sơn, Bồi Sơn - huyện Đô Lương) - là nơi có vị trí trung tâm của cả châu, công thủ đều thuận lợi - để xây dựng lỵ sở. Vùng Phật Kệ vốn trung tâm Phật giáo của châu Nghệ An chuyển lên vùng Bạch Đường cách khoảng 5 km ngược dòng sông Lam. Từ đây, Lý Nhật Quang đã ban hành và cho thực hiện nhiều chính sách tiến bộ và táo bạo để mở mang phát triển sản xuất. Các vùng Khe Bố, Cự Đồn (Con Cuông), Nam Hoa (Nam Đàn), Hoàng Mai (Quỳnh Lưu), Công Trung (Yên Thành), Vinh, Nghi Xuân, Kỳ Anh (Hà Tĩnh)... là do ông chiêu dân lập ấp và sử dụng tù binh để khai khẩn đất hoang. Ông đã cho mở hai con đường thượng đạo: một từ Đô Lương ra Thanh Hóa rồi ra Thăng Long, một từ Đô Lương lên Kỳ Sơn. Ông cho đào và nạo vét các đoạn sông Đa Cái ở Hưng Nguyên, kênh Sắt ở Nghi Lộc, kênh Son, kênh Dâu ở Quỳnh Lưu. Ông còn khởi xướng việc đắp đê sông Lam. Không những quan tâm đến đời sống vật chất cho dân, ông còn rất quan tâm đến đời sống văn hoá tinh thần của nhân dân, cho xây dựng nhiều chùa thờ Phật để nhân dân đến sinh hoạt văn hóa tâm linh. Có thể nói, những việc làm có tính chất mở đầu ở một vùng biên viễn của Lý Nhật Quang đã đạt đến tầm cỡ của một nhà chiến lược, vừa an dân, vừa tạo dựng tiềm năng, thế mạnh để giữ gìn bờ cõi.
Uy Minh vương Lý Nhật Quang đã góp phần giải quyết ổn thỏa sự xung đột trong nội bộ Chiêm Thành, đồng thời tạo dựng mối quan hệ hoà hiếu giữa Chiêm Thành với Đại Việt. Thần tích đền Quả Sơn đã ghi rõ: "Ngài ở châu 19 năm, trừng trị kẻ gian, khen thưởng người lành, khai khẩn đất hoang, chiêu mộ lưu dân, bọn vô lại phải im hơi, người dân về với Ngài được yên nghiệp. Ngài thường qua lại vùng này, vùng khác, dạy nghề làm ruộng, trồng cây cối, nuôi gia súc, có nhiều chính sách lợi cho dân, làm cho nhân dân đoàn kết. Người dân đến kiện tụng thì lấy liêm, sĩ, lễ, nghĩa giảng dạy làm cho tự giác ngộ, ai nấy đều cảm hóa, không bàn đến chuyện kiện cáo nữa. Mọi người đều gọi Ngài là Triệu Công".
Sách Đại Việt sử ký toàn thư viết về Lý Nhật Quang như sau:
Mùa thu, tháng 7 (năm Giáp Thân, 1044), vua (Thái Tông Hoàng đế) đem quân vào thành Phật Thệ, bắt vợ cả, vợ lẽ của Sạ Đẩu và các cung nữ kẻ nào giỏi hát múa khúc điệu Tây Thiên. Sai sứ đi khắp các hương ấp, phủ dụ nhân dân. Các quan mừng thắng trận.
Tháng 8, đem quân về. Đến hành dinh Nghệ An, gọi Uy Minh hầu là Nhật Quang đến để an ủi và trao tiết việt cho trấn thủ châu ấy, gia phong tước vương. Trước đây vua ủy cho Uy Minh thu thuế châu Nghệ An và sai đặt trại Bà Hoà cho trấn được bền vững; lại đặt điếm canh ở các nơi, chứa lương thực

## Đền thờ
Theo thống kê, tại Nghệ An, Hà Tĩnh và Thanh Hóa, có hơn 50 đền thờ Lý Nhật Quang, Trong đó ngôi đền chính nổi bật nhất là đền Quả tại huyện Đô Lương với lễ hội tạ ơn bà Bụt vào ngày 19 đến 21 tháng Giêng hàng năm. Đền Quả được Le Breton (tác giả của "An Tĩnh cổ lục") mệnh danh là "một trong 4 ngôi đền đẹp nhất xứ An Nam" và đi vào câu nói đầy tự hào của nhân dân Nghệ Tĩnh về những di tích lịch sử của mảnh đất xứ Nghệ: "nhất Cờn, nhì Quả, tam Bạch Mã, tứ Chiêu Trưng".
Bên cạnh đền Quả, nhiều đền thờ Lý Nhật Quang hiện đang còn hoặc được phục dựng gồm:
- Đền Bạch Mã ở Yên Thành có từ gần 1000 năm nay, do chính Uy Minh vương Lý Nhật Quang dựng nên để thờ vọng vua cha Lý Công Uẩn - Lý Thái Tổ; thờ mẹ là Hoàng hậu Lê Thị Phất Ngân; thờ bà ngoại là Thái hậu Dương Vân Nga; vua anh là Lý Thái Tông.[4] Theo thời gian, đền đã bị xuống cấp. Vào giữa năm 2011, ngôi đền đã được đầu tư nâng cấp tu bổ lại, phía trước có cổng tam quan, khu vực sân có tắc môn, lư hương, bậc tam cấp. Phía trong gồm: 3 gian tiền tế có Ban thờ Phật, 2 gian hậu cung là nơi tôn nghiêm, thành kính thờ Cha, Mẹ của Uy Minh vương Lý Nhật Quang.
- Đền Tam Tòa ở xã Nghi Công Bắc, huyện Nghi Lộc đã được UBND tỉnh Nghệ An xếp hạng Di tích lịch sử tại quyết định số 2043/QĐ-UBND.VX ngày 8/6/2012.
- Đền thờ tại xã Quỳnh Vinh, huyện Quỳnh Lưu được công nhận là Di tích lịch sử và kiến trúc nghệ thuật quốc gia tại quyết định số 734/QĐ-BT ngày 6 tháng 11 năm 1992 của Bộ Văn hoá - Thông tin.
- Đền thờ Lý Nhật Quang ở xã Vĩnh Sơn, huyện Anh Sơn.
- Đền Cả tại xã Hoa Thành, huyện Yên Thành.
- Đền Tam Tòa tại thị trấn Con Cuông, huyện Con Cuông thờ đức thánh Lý Nhật Quang nhưng hiện nay đã hoang phế. Tháng 6 năm 2012, UBND huyện Con Cuông đã ra quyết định phục dựng lại đền.
- Đền Nhạn Tháp tại xã Hồng Long, huyện Nam Đàn.

Tại Hà Tĩnh, riêng huyện Nghi Xuân đã có đến 4 ngôi đền thờ Ngài, trong đó có 2 ngôi đền nổi tiếng là đền Lý Đại vương (nhân dân quen gọi là Đền Huyện) và đền Tam vị Đại vương (nhân dân quen gọi là đền Thượng) đều ở xã Xuân Giang (đền Thượng còn thờ Đông Chinh vương và Dực Thánh vương). Tại xã Ích Hậu, huyện Lộc Hà, tỉnh Hà Tĩnh có Đền Cả (còn có tên là đền Lớn hoặc Tam tòa Đại vương), đền thờ 3 vị: Lý Nhật Quang (hoàng tử thứ 8 của vua Lý Thái Tổ), Lý Đạo Thành và Lý Thế Giai (là 2 vương hầu của nhà Lý).
Tại Thanh Hóa, có đền thờ Lý Nhật Quang tại làng Nội Tý, xã Hoằng Đức, huyện Hoằng Hóa.
Tại tỉnh Bình Định cũng có đền thờ Lý Nhật Quang; ông Hoàng Mười tương truyền là hiện thân của Hoàng tử Lý Nhật Quang.